# Neuroantropologia

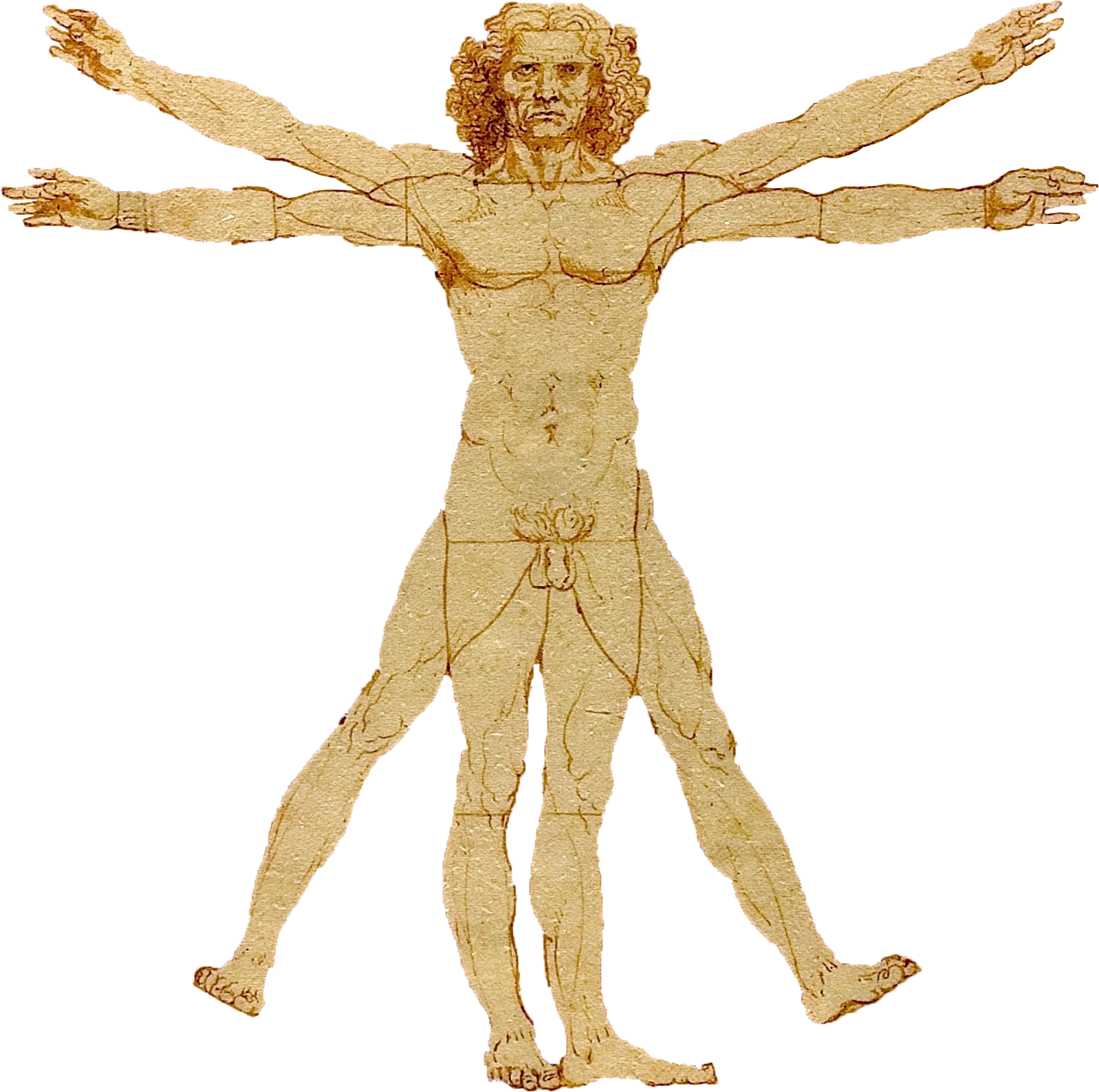
Homo Vitruvianus (Homem de Vitrúvio) por Leonardo da Vinci (1485-90, Veneza, Galleria dell' Accademia)

A neuroantropologia é um novo campo de estudo do cérebro, do sistema nervoso, e a sua interação na cultura e do comportamento humano, tendo como principal objetivo compreender a formação biológica do cérebro, e o sistema nervoso, e a relação com o sistema social e cultural das pessoas.
Um exemplo didático entre a relação de biologia e cultura no processo de desenvolvimento do processo humano é a linguagem.
A capacidade de se comunicar através da linguagem é uma característica singular do Homo Sapiens, sendo desenvolvida ao longo de milhões de anos, mas a língua primaria que cada individuo aprende, depende inicialmente do meio cultural e social que nasceu. Assim como aprender novos idiomas, dependera da interação cultural que cada individuo terá ao longo de sua vida. Portanto, enquanto a capacidade de falar é biológica, os idiomas são culturais.
A neuroantropologia é um termo amplo com intenções de cobrir todas as dimensões da atividade neural humana, incluindo a emoção, percepção, cognição, coordenação motora, aquisição de talentos, e uma variedade de outras questões.